# История почты и почтовых марок Островов Питкэрн
В истории почты и почтовых марок Островов Питкэрн, управляемых британским верховным комиссаром в Новой Зеландии, можно выделить три периода: ранний «безмарочный» период, период обращения почтовых марок Новой Зеландии и период выпуска собственных почтовых марок.
Административно Острова Питкэрн находились в 1898—1952 годах под юрисдикцией верховного комиссара Британских Западно-Тихоокеанских Территорий, до 1970 года подчинялись губернатору Королевства Фиджи, а с 1971 года перешли под управление верховного комиссара в Новой Зеландии.

## «Безмарочный» период
История почты на острове Питкэрн, единственном обитаемом в группе из пяти островов, восходит ко второй половине XIX века, когда на исходящих почтовых отправлениях вручную ставился штемпель с текстом: Posted on Pitcairn Island: no stamps available («Отправлено на острове Питкэрн: почтовых марок в наличии нет»). Отправители оплачивали доставку почтовых отправлений наличными..
Корреспонденцию перевозили проходящие суда; в дальнейшем в других портах (нередко в Сан-Франциско) на неё наклеивались почтовые марки, которые там же гасились почтовыми штемпелями. Однако эта практика была прекращена в 1926 году после появления сообщений о том, что пассажиры судов добавляют собственные почтовые отправления в «безмарочную» почту, предназначенную только для жителей Питкэрна.

## Выпуски Новой Зеландии
В июне 1927 года на Питкэрне был учреждён почтовый орган для продажи почтовых марок Новой Зеландии. Марки Новой Зеландии находились на острове в обращении с 1927 по 1940 год.

## Современность
Первый собственный выпуск из восьми почтовых марок Питкэрна с оригинальными рисунками был сделан 15 октября 1940 года. На марках имелись следующие надписи на английском языке: «Pitcairn Islands» («Острова Питкэрн»), «Postage & Revenue» («Почтовый и гербовый сбор»). В 1946 году появились первые памятные марки Питкэрна. Первый почтовый блок был выпущен в 1974 году.
Базирующееся в Новой Зеландии Филателистическое бюро Островов Питкэрн (Pitcairn Islands Philatelic Bureau) координирует в настоящее время программу выпуска почтовых марок этой территории. В рамках этой программы ежегодно эмитируется до шести коммеморативных марок, а новые стандартные марки выпускаются в среднем с периодичностью один раз в пять лет. Продажа филателистических выпусков служит источником доходов этой территории.
На острове Питкэрн, численность населения которого колебалась в 1976—2008 годах от 40 до 74 человек, имеется собственное почтовое отделение. Первым почтмейстером острова был Рой Кларк (Roy Clark). По состоянию на 2008 год, почтмейстером острова являлся потомок Флетчера Кристиана Деннис Рей Кристиан (Dennis Ray Christian; род. 1955). В 2004 году он оказался причастен к громкому скандалу и судебному разбирательству в связи с педофилией и насилием со стороны нескольких мужчин острова в отношении малолетних девочек и девочек-подростков, которые имели место на Питкэрне на протяжении многих десятилетий. В 1979 году, когда указанные преступления уже совершались, выходила серия марок Питкэрна, посвящённая Рождеству и Международному году детей и запечатлившая рисунки детей на тему рождественских приготовлений на острове (Sc #188—191).

## Люди на марках Питкэрна
Ниже приводится неполный список ряда известных личностей, присутствующих на почтовых марках Питкэрна. Они перечислены в алфавитном порядке (в скобках указаны имена по-английски курсивом и год единственного или первого выпуска посвящённой данной персоне марки):
- Джон Адамс, мятежник (1940).
- Томас Адамс, музыкант (Thomas Adams; 1969).
- Анна, принцесса Великобритании (Princess Anne; 1973).
- Уильям Блай, капитан (William Bligh; 1940).
- Джордж Вашингтон (George Washington; 1976).
- Георг VI (George VI of the United Kingdom; 1940).
- Диана, принцесса Уэльская (Diana, Princess of Wales; 1981).
- Королева Елизавета (Queen Elizabeth, the Queen Mother; 1949).
- Елизавета II (Elizabeth II of the United Kingdom; 1952).
- Флетчер Кристиан (Fletcher Christian; 1940).
- Сара, герцогиня Йоркская (Sarah, Duchess of York; 1986).
- Питер Скотт (Peter Scott; 1992).
- Софи, герцогиня Эдинбургская; 1999.
- Крис Стюарт (Chris Stewart; 2009).
- Джон Тэй (John I. Tay; 1986).
- Филипп, герцог Эдинбургский (Prince Philip, Duke of Edinburgh; 1971).
- Чарльз, принц Уэльский (Charles, Prince of Wales; 1981).
- Уинстон Черчилль (Winston Churchill; 1974).
- Эдвард, граф Уэссекский (Prince Edward, Earl of Wessex; 1999).
- Эндрю, герцог Йоркский (Prince Andrew, Duke of York; 1986).
- Саймон Янг, магистрат (Simon Young; 1961).